# Matheuzinho
Matheus França Silva, más conocido como Matheuzinho (Londrina, 8 de septiembre de 2000), es un futbolista brasileño, juega como defensa y su actual club es el Corinthians de la Serie A.

## Trayectoria

### Londrina
Nacido en Londrina, Paraná, Matheuzinho inició su carrera en las divisiones inferiores del Londrina, donde fue promovido al equipo principal en 2018. Su posición original fuera de un delantero, pero su habilidad en la marcación de los delanteros lo hizo mudar de posición para la lateral derecha.
Su debut profesional fue en 24 de enero de 2018, ante el Maringá, por el Campeonato Paranaense de 2018, donde su equipo venció por 2 a 0.

### Flamengo
El 31 de enero de 2019, el Flamengo fichó a Matheuzinho por 1.200.000 reales, para sus divisiones inferiores. Estrenó en el equipo profesional en 18 de enero de 2020, como titular, en un empate ante el Macaé.
El 3 de noviembre de 2020, Matheuzinho renovó su contrato hasta octubre de 2025 tras buenos partidos en el Campeonato Brasileño de Serie A de 2020.

## Estadísticas
Actualizado al 27 de junio de 2021.
Último partido citado: Juventude 1-0 Flamengo
| Club              | Div.          | Temporada     | Liga  | Liga  | Copas nacionales | Copas nacionales | Torneos internacionales | Torneos internacionales | Otros | Otros | Total | Total |
| Club              | Div.          | Temporada     | Part. | Goles | Part.            | Goles            | Part.                   | Goles                   | Part. | Goles | Part. | Goles |
| ----------------- | ------------- | ------------- | ----- | ----- | ---------------- | ---------------- | ----------------------- | ----------------------- | ----- | ----- | ----- | ----- |
| Londrina · Brasil | Serie B       | 2018          | 4     | 0     | 2                | 0                | -                       | -                       | 9     | 0     | 15    | 0     |
| Londrina · Brasil | --            | 2019          | -     | -     | -                | -                | -                       | -                       | 5     | 0     | 5     | 0     |
| Londrina · Brasil | Total club    | Total club    | 4     | 0     | 2                | 0                | 0                       | 0                       | 14    | 0     | 20    | 0     |
| Flamengo · Brasil | Serie A       | 2020          | 13    | 0     | 3                | 0                | 2                       | 0                       | 3     | 0     | 21    | 0     |
| Flamengo · Brasil | Serie A       | 2021          | 5     | 0     | 2                | 0                | 1                       | 0                       | 14    | 0     | 22    | 0     |
| Flamengo · Brasil | Total club    | Total club    | 18    | 0     | 5                | 0                | 3                       | 0                       | 17    | 0     | 43    | 0     |
| Total carrera     | Total carrera | Total carrera | 22    | 0     | 7                | 0                | 3                       | 0                       | 31    | 0     | 63    | 0     |

## Palmarés

### Títulos regionales
| Título             | Club     | Sede           | Año  |
| ------------------ | -------- | -------------- | ---- |
| Taça Guanabara     | Flamengo | Río de Janeiro | 2020 |
| Campeonato Carioca | Flamengo | Río de Janeiro | 2020 |
| Taça Guanabara     | Flamengo | Río de Janeiro | 2021 |
| Campeonato Carioca | Flamengo | Río de Janeiro | 2021 |

### Títulos nacionales
| Título                          | Club     | País   | Año  |
| ------------------------------- | -------- | ------ | ---- |
| Campeonato Brasileño de Serie A | Flamengo | Brasil | 2020 |
| Supercopa de Brasil             | Flamengo | Brasil | 2020 |